# Crème de noix de coco

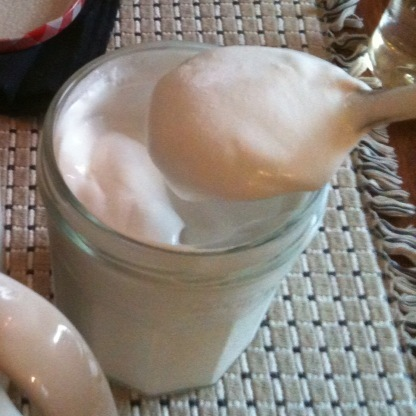
Crème de noix de coco.

La crème de coco est un liquide épais et blanc riche en matières grasses issu de la première pression de la pulpe de noix de coco.
Elle se différencie du lait de noix de coco qui est plus liquide.

## Utilisation
La crème de noix de coco est utilisée dans la cuisine de plusieurs pays d’Asie, en particulier la Thaïlande, la Malaisie et le Sri Lanka, pour préparer certains currys.
Sa version sucrée est utilisée en Asie du Sud-Est comme ingrédient pour plusieurs desserts. Elle entre aussi dans la composition de boissons, en particulier des coladas comme la piña colada.